# Acacia neurophylla
Acacia neurophylla — вид квіткових рослин з родини бобових. Ареал: Австралія (Західна Австралія).

## Середовище
Він росте на піску та латериті, часто поблизу граніту в чагарниках. Гербарні зразки також були зібрані з піщаних пустощів, евкаліптових лісів і невеликих ділянок залишків місцевої рослинності біля доріг і сільськогосподарських полів.

## Біоморфологічна характеристика
Цей вид — кущ або іноді невелике дерево заввишки 0,5–5 метрів. Гілочки голі й ребристі. Вічнозелені філодії вузько видовжено-еліптичну форми й прямі або неглибоко загнуті, мають довжину від 4,5 до 18,5 см і ширину від 3,5 до 13 мм. У голих і жорстких філодій є п'ять — сім піднятих і однаково видатних нервів. Дає жовті квітки з травня по листопад.